# Sarasota Open 2011
Il Sarasota Open 2011 è stato un torneo professionistico di tennis maschile giocato sulla terra verde. È stata la 3ª edizione del torneo, che fa parte dell'ATP Challenger Tour nell'ambito dell'ATP Challenger Tour 2011. Si è giocato a Longboat Key negli USA dal 23 aprile al 1º maggio 2011.

## Partecipanti

### Teste di serie
| Nazionalità | Giocatore          | Ranking* | Testa di serie |
| ----------- | ------------------ | -------- | -------------- |
| Stati Uniti | Ryan Sweeting      | 67       | 1              |
| Stati Uniti | Michael Russell    | 90       | 2              |
| Giappone    | Gō Soeda           | 91       | 3              |
| Stati Uniti | Donald Young       | 98       | 4              |
| Argentina   | Brian Dabul        | 106      | 5              |
| Stati Uniti | Alex Bogomolov Jr. | 108      | 6              |
| Francia     | Éric Prodon        | 119      | 7              |
| Stati Uniti | Ryan Harrison      | 129      | 8              |

- Ranking al 18 aprile 2011.

### Altri partecipanti
Giocatori che hanno ricevuto una wild card:
- Vamsee Chappidi
- Andrea Collarini
- Lester Cook
- Mac Styslinger

Giocatori che sono passati dalle qualificazioni:
- Philip Bester
- Pierre-Ludovic Duclos
- Wayne Odesnik
- Morgan Phillips

## Campioni

### Singolare
James Blake ha battuto in finale  Alex Bogomolov Jr. con il punteggio di 6–2, 6–2

### Doppio
Ashley Fisher /  Stephen Huss hanno battuto in finale  Alex Bogomolov Jr. /  Alex Kuznetsov con il punteggio di 6–3, 6–4